# Corps expéditionnaire français en Amérique (1780)
 (mars 2011).

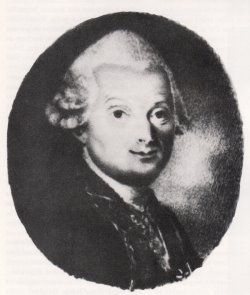
Ternay, avec sept vaisseaux, assure l’escorte du convoi.

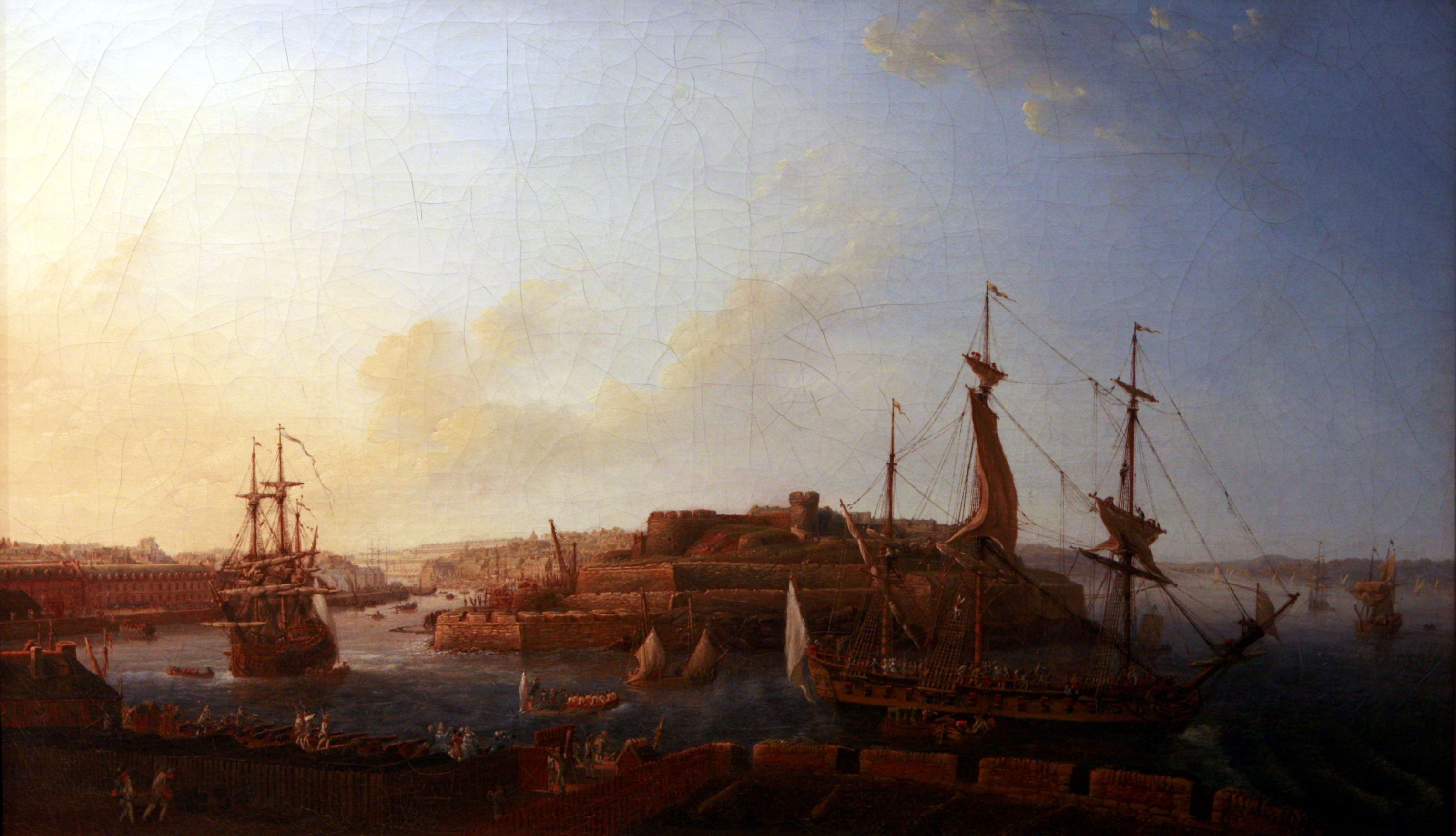
L'Arsenal et le château de Brest vus de Recouvrance, 1774, huile sur toile,, Musée national de la Marine, 2020.3.1. Les activités portuaires représentées témoignent de l'effervescence qui règne dans le port à la veille de la Guerre d'Amérique. Ternay quitte le port le 2 mai 1780 avec les troupes de Rochambeau pour l’Amérique.

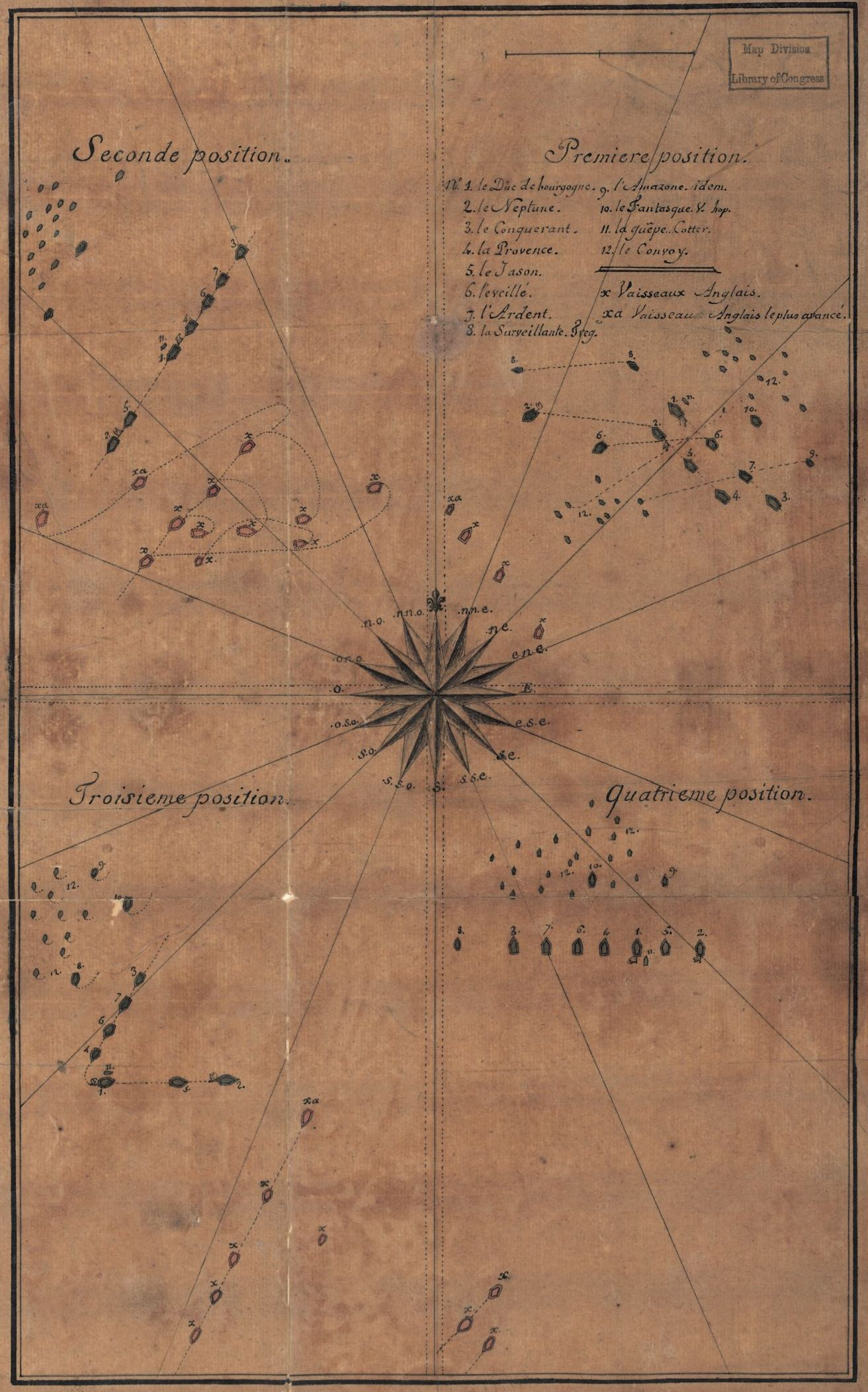
Carte décrivant les quatre positions du convoi de Ternay (escorte et transports) lors de la tentative d’interception anglaise du 20 juin.

Le corps expéditionnaire français est une grande unité de l'armée française commandée par Jean-Baptiste-Donatien de Vimeur de Rochambeau. Il est envoyé en 1780 par Louis XVI dans les colonies anglaises d'Amérique du Nord, en application de l'alliance franco-américaine, pour soutenir la cause des insurgés américains contre la domination coloniale britannique. Rejoint par des volontaires français déjà sur place, dont le marquis de La Fayette, ce corps vient appuyer l'Armée continentale des patriotes américains commandée par George Washington. Cette opération, que le gouvernement français désigne comme « expédition particulière », est un épisode de l'intervention française dans la guerre d'indépendance des États-Unis.

## Départ de la flotte
Le 2 mai 1780 à Brest,, à quatre heures du matin, Ternay profita d'un bon vent de nord-est pour faire appareiller. Il prit la tête de l'escadre avec le Duc de Bourgogne, le Neptune et le Jazon. Après avoir passé le goulet et pris le large, l'escadre et le convoi firent route vers le sud, traversèrent heureusement le passage du Raz, et, s'étant ralliés, se mirent en ordre de marche.

## Composition de l'escadre
La liste ci-dessous donne la composition de l’escadre partie de Brest pour l'Amérique en mai 1780 pour transporter le corps expéditionnaire français, lors de la Guerre d'indépendance des États-Unis.
| Vaisseaux                            | Canons   | Commandants             |
| Le Duc de Bourgogne doublé en cuivre | 80       | chevalier de Ternay     |
| Le Neptune doublé en cuivre          | 74       | chevalier Destouches    |
| Le Conquérant,                       | 74       | La Grandière            |
| La Provence,                         | 64       | Lombard (en)            |
| L’Éveillé doublé en cuivre           | 64       | de Tilly                |
| Le Jason,                            | 64       | La Clocheterie          |
| L’Ardent                             | 64       | chevalier de Marigny    |
| Frégates                             |          |                         |
| La Bellone,                          | 32       |                         |
| La Surveillante                      | 32       | Sillart                 |
| L’Amazone                            | 32       | La Pérouse              |
| La Guêpe                             | corvette | chevalier de Maulevrier |
| Le Serpent                           | corvette |                         |
| Le Fantasque,                        | flûte    |                         |

Plus trente-six bâtiments de transport; en tout, quarante-neuf voiles.
Les forces terrestres comprenaient 5 000 hommes au total, appartenant aux régiments de Bourbonnais, Soissonnais, Saintonge, Royal-Deux-Ponts, deux bataillons d'artillerie de Gribeauval, un bataillon du génie et du matériel de siège.
Le manque de bâtiments de transport fut cause que les régiments de Neustrie et d'Anhalt ne purent partir,. Rochambeau dut de même laisser à Brest une partie du régiment de Soissonais. Deux bataillons seulement s'embarquèrent le 4 avril sous les ordres du comte de Sainte-Mesme. La légion de Lauzun était un corps franc mixte de chasseurs à pied et de hussards, formé par ce commandant ; seulement les deux tiers purent trouver place sur les vaisseaux, et 400 hommes de cette légion durent rester à Brest. Ils devaient faire partie du second convoi. Ils furent plus tard envoyés en Guyane sous les ordres du chevalier de Kersaint, pour reprendre aux Anglais les comptoirs hollandais de Demerary, Essequebio, etc. On ne put également embarquer qu'une partie du matériel de l'artillerie, avec un détachement de cette arme, sous les ordres du colonel d'Aboville, et qu'un bataillon du génie, sous les ordres de Desandrouins. Celui-ci, un des officiers les plus âgés (né en 1729), avait servi au Canada au temps de la conquête anglaise.
Contrairement à une légende répandue plus tard par certains biographes, la plupart des officiers du corps expéditionnaire servaient par simple devoir militaire et n'éprouvaient pas de sympathie particulière pour la cause des insurgés américains ; par la suite, pendant la Révolution française, leurs choix politiques ne se distingueront guère de ceux d'autres officiers du même milieu,.

## Arrivée aux États-Unis

### Débarquement des troupes françaises

L'arrivée des Français
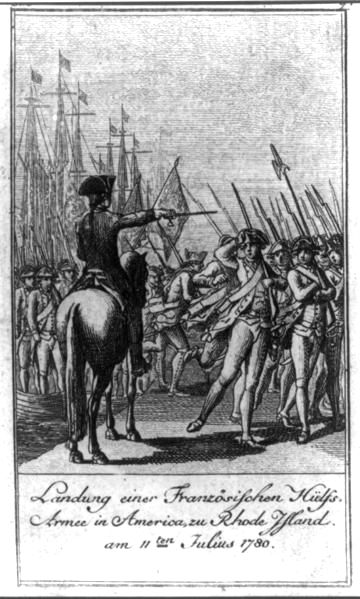
Débarquement de l'armée française à Newport le 11 juillet 1780, gravure de Daniel Chodowiecki, 1784.
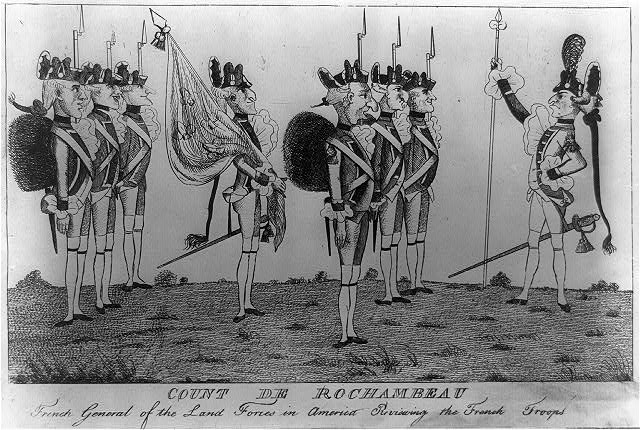
Le comte de Rochambeau passant ses troupes en revue, caricature américaine anonyme de 1780.
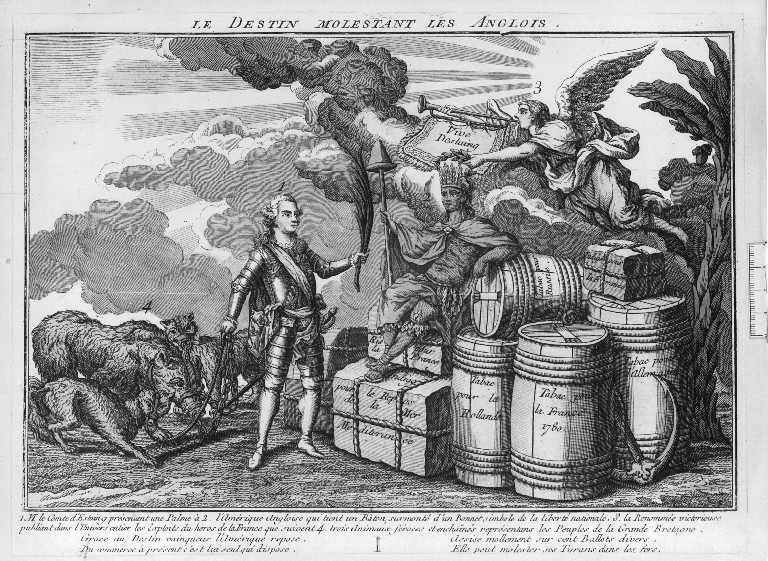
Le destin molestant les Anglois, caricature française montrant l'amiral français d'Estaing arrachant aux Anglais le commerce des Amériques, 1780.

Les troupes débarquent du 13 au 19 juillet 1780, les malades étant transportés aux hôpitaux de Newport (quatre cents malades) et à un hôpital établi à douze milles de là, à Papisquash (deux cent quatre-vingts malades). Le détachement des trois cent cinquante hommes de Bourbonnais débarqués de l'Isle-de-France à Boston, séparé de l'escadre de Ternay dans la brume, comptait environ cent malades qui restèrent à Boston ; ce qui faisait environ huit cents malades sur cinq mille hommes.
Le général William Heath, qui commandait les milices dans l'État du Rhode Island, annonça le 11 juillet l'arrivée de l'escadre française au général Washington, qui se trouvait alors avec son état-major à Bergen. La Fayette partit presque aussitôt, muni des instructions du général en chef, en date du 15, pour se rendre auprès du général et de l'amiral français, et se concerter avec eux.

### Fortification de Rhode-Island

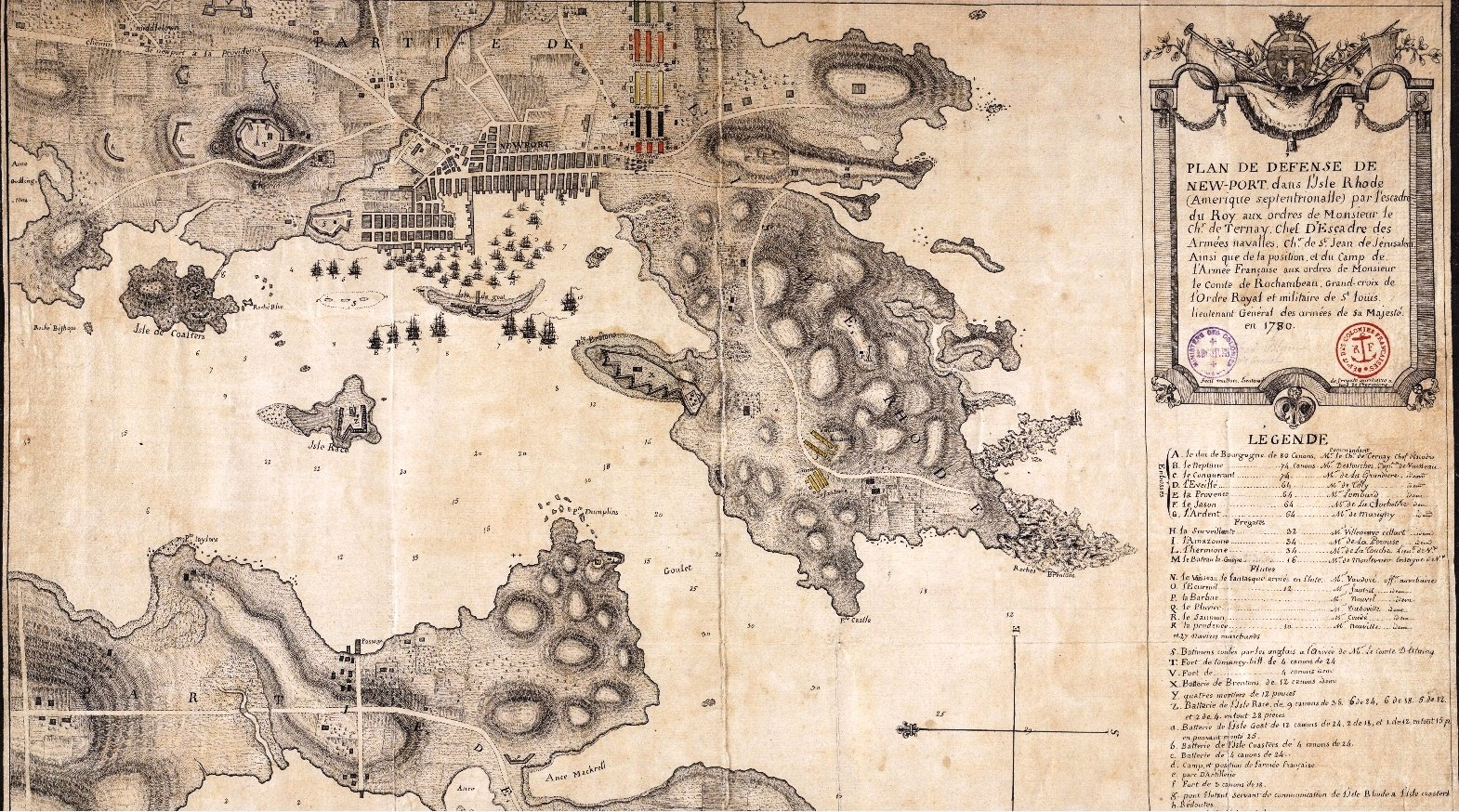
Plan du stationnement des troupes de Rochambeau et de l'escadre de Ternay à Newport en 1780.

Dans l'attente d'une attaque des Britanniques, les Français, avec le soutien des milices de l'État de Boston et de Rhode-Island, s'appliquent à construire des éléments défensifs.
Rochambeau fait élever le long de la passe des batteries de gros calibre et de mortiers, et  il met en place des grills, pour faire rougir les boulets. Son camp couvrait la ville, coupant l'île en travers, sa gauche à la mer et sa droite s'appuyant au mouillage de l'escadre qui était embossée, sous la protection des batteries de terre, qu'il avait fait établir sur les points les plus convenables. Il fit travailler également à fortifier divers points sur lesquels l'ennemi pouvait débarquer, et ouvrir des routes pour porter la plus grande partie de l'armée au point même du débarquement. Dans cette position, le corps français pouvait toujours se porter par la ligne la plus courte, sur le point où l'ennemi aurait voulu débarquer, tandis que, pour varier ses points d'attaque, celui-ci avait de grands cercles à parcourir.
Il envoya aussi sur l'île Conanicut un corps de 150 hommes tirés du régiment de Saintonge, sous la conduite du lieutenant-colonel de la Valette. Mais bientôt, ne le trouvant pas en sûreté dans ce poste, il le rappela.
En douze jours, la position de l'armée dans Rhode-Island fut rendue assez respectable, grâce à l'habile direction du chef et à l'ardeur des soldats. Malheureusement, un grand tiers de l'armée de terre et de la marine était malade du scorbut.

### Diversion tentée par Washington
En même temps, Washington passa l'Hudson au-dessus de West-Point avec la meilleure partie de ses troupes et se porta sur King's Bridge au nord de l'île, où il fit des démonstrations hostiles. Cette manœuvre retint le général Henry Clinton, qui avait déjà embarqué 8 000 hommes sur les vaisseaux d'Arbuthnot. Il fit débarquer ses troupes et renonça à son projet.
L'amiral britannique mit néanmoins à la voile et parut devant Rhode-Island, avec onze vaisseaux de ligne et quelques frégates, douze jours après le débarquement des Français.
Custine et Guillaume de Deux-Ponts, nommé commandant en second, furent détachés avec les bataillons de grenadiers et de chasseurs de leurs deux brigades, et prirent position au bord de la mer. L'amiral Arbuthnot resta continuellement en vue de la côte jusqu'au 26 juillet ; la nuit, il mouillait à la pointe de Judith, et il passait la journée sous voiles, croisant tantôt à une lieue, tantôt à trois ou quatre lieues de la côte. Le 26 juillet au soir, Rochambeau fit rentrer cette troupe au camp et la remplaça par la légion de Lauzun.

### Recommandations pressantes à Rochambeau d'entrer en Campagne
La campagne était trop avancée et les forces navales des Français trop inférieures pour que les alliés pussent rien entreprendre d'important. Rochambeau, malgré les instances de La Fayette, à qui l'inaction pesait, ne songea qu'à perfectionner les défenses de Rhode Island par la protection mutuelle des vaisseaux et des batteries de la côte.

### Lettre de Washington et de Lafayette à ce sujet
Le 9 août, quand La Fayette fut de retour au quartier-général de Washington, placé à Dobbs Ferry, à dix mille au-dessus de King's Bridge, sur la rive droite de la rivière du Nord, il écrivit à Rochambeau et Ternay la dépêche la plus pressante, dans laquelle il concluait, au nom du général américain, en proposant aux généraux français de venir sur-le-champ pour tenter l'attaque de New York.
D'un autre côté, le même courrier apportait une missive de Washington qui ne parlait pas du tout de ce projet, mais qui ne répondait que par une sorte de refus aux instances de Rochambeau pour obtenir une conférence Washington disait avec raison qu'il n'osait quitter son armée devant New York, car elle pourrait être attaquée d'un moment à l'autre, et que, par sa présence, il s'opposait au départ des forces britanniques, considérables, qui auraient pu être dirigées contre Rhode-Island. Il résulta des premières lettres échangées à cette occasion entre La Fayette, Rochambeau et Washington un commencement de brouille, qui fut vite dissipée, grâce à la sagesse de Rochambeau.
La seule présence de l'escadre et de l'armée française, quoiqu'elles fussent paralysées encore, et réellement bloquées par l'amiral Arbuthnot, avait opéré une diversion très utile, puisque les Britanniques n'avaient pu profiter de tous les avantages résultant de la prise de Charleston, et qu'au lieu d'opérer dans les Carolines avec des forces prépondérantes, ils avaient été forcés d'en ramener à New York la majeure partie.
Au commencement de septembre, Rochambeau et Lafayette eurent enfin des nouvelles de l'escadre de M. de Guichen, qui avait paru sur les côtes sud de l'Amérique. Après avoir livré plusieurs combats dans les Antilles contre les flottes de l'amiral Rodney, il se mit à la tête d'un grand convoi pour le ramener en France. Le chevalier de Ternay, se voyant bloqué par des forces supérieures, avait requis de lui quatre vaisseaux de ligne qu'il avait le pouvoir de lui demander pour se renforcer; mais la lettre n'arriva au cap Français qu'après le départ de Guichen. M. de Monteil, qui le remplaçait, ne put pas la déchiffrer. Les nouvelles des États du Sud des États-Unis n'étaient pas bonnes non plus. Lord Cornwallis avait été à Camden au-devant du général Gates, qui marchait à lui pour le combattre. Ce dernier fut battu et l'armée américaine fut complètement mise en déroute. De Kalb s'y fit tuer à la tête d'une division qui soutint tous les efforts des Britanniques pendant cette journée. Le général Gates se retira avec les débris de son armée jusqu'à Hillsborough, dans la Caroline du Nord.
Cependant Rochambeau n'attendait que l'arrivée de sa seconde division et un secours de quelques vaisseaux pour prendre l'offensive. Sur la nouvelle de l'approche de Guichen, il obtint enfin du général Washington une entrevue depuis longtemps désirée. Elle fut fixée au 20 septembre.

### Départ de Rochambeau
Rochambeau partit le 17 pour s'y rendre en voiture avec l'amiral Ternay, qui était fortement tourmenté de la goutte. La nuit, aux environs de Windham, la voiture vint à casser, et le général dut envoyer son premier aide de camp, Fersen, jusqu'à un mille du lieu de l'accident, pour chercher un charron.
Après la défaite de Gates, Green alla commander en Caroline. Arnold fut placé à West Point. L'armée principale, sous les ordres immédiats de Washington, avait pour avant-garde l'infanterie légère de La Fayette à laquelle était joint le corps du colonel de partisans Henry Lee. Le corps de La Fayette consistait en six bataillons composés chacun de six compagnies d'hommes choisis dans les différentes lignes de l'armée.
West-Point, fort situé sur une langue de terre qui s'avance dans l'Hudson et qui domine le cours, est dans une position tellement importante qu'on l'avait appelé le Gibraltar de l'Amérique. La conservation de ce poste, où commandait le général Arnold, était d'une importance capitale pour les États-Unis.

### Entrevue à Hartford
L'entrevue d'Hartford eut lieu le 20 septembre 1780 entre Washington, La Fayette, le général Knox d'une part, Rochambeau, de Ternay et de Chastellux de l'autre. Rochambeau avait avec lui comme aides de camp Fersen, de Damas et Dumas. On y régla toutes les bases des opérations dans la supposition de l'arrivée de la seconde division française ou d'une augmentation de forces navales amenées ou envoyées par Guichen. On y décida aussi d'envoyer en France un officier français pour solliciter de nouveaux secours et hâter l'envoi de ceux qui avaient été promis. On pensa d'abord a charger de cette ambassade de Lauzun, que sa liaison avec le ministre, de Maurepas, rendait plus propre à obtenir un bon résultat. Rochambeau proposa son fils, le vicomte de Rochambeau, colonel du régiment de Gâtinais, qui avait été détaché dans l'état-major de son père.
Les espérances qu'on avait conçues de pouvoir prendre l'offensive s'évanouirent par la nouvelle que reçurent les généraux de l'arrivée à New York de la flotte de l'amiral Rodney, qui triplait les forces des Britanniques. Le baron de Vioménil, qui commandait en l'absence de Rochambeau, prit toutes les dispositions nécessaires pour assurer le mouillage de l'escadre contre ce nouveau danger; mais il envoya courrier sur courrier à son général en chef pour le faire revenir.

### Trahison d'Arnold, exécution du major André. Inaction des Britanniques devant Rhode-Island
Arnold, depuis dix-huit mois, avait établi des relations secrètes avec sir Henry Clinton, pour lui livrer West-Point, et le général britannique avait confié tout le soin de la négociation à un de ses aides de camp, le major André. Celui-ci manqua une première entrevue avec Arnold, le 11 septembre, à Dobbs Ferry. Une seconde fut projetée à bord du sloop de guerre le Vautour, que Clinton envoya à cet effet, le 16, à Teller's-Point, environ à 15 ou 16 milles au-dessous de West-Point. La défense de Washington l'ayant empêché de se rendre à bord du Vautour, Arnold se ménagea une entrevue secrète avec le major André. Celui-ci quitta New York, vint à bord du sloop et, de là, avec un faux passeport, à Long-Clove, où il vit Arnold le 21 au soir. Ils se séparèrent le lendemain.
Mais les miliciens faisaient une garde d'autant plus sévère qu'ils voulaient assurer le retour de Washington. Trois d'entre eux eurent des soupçons sur l'identité d'André, qui, après son entrevue, s'en retournait à New York déguisé en paysan : il fut arrêté à Tarrytown ; on trouva dans ses souliers tout le plan de la conjuration. Il offrit une bourse aux miliciens pour le laisser fuir. Ceux-ci refusèrent et le conduisirent à North Castle, où commandait le lieutenant-colonel Jameson (en). Cet officier rendit compte de sa capture le 23 à son supérieur, le général Arnold, qu'il ne soupçonnait pas être du complot. Arnold reçut la lettre le 25, pendant qu'il attendait chez lui, avec Hamilton et Mac Henry, aides de camp de Washington et de La Fayette, l'arrivée du général en chef. Il sortit aussitôt, monta sur un cheval de son aide de camp et chargea celui-ci de dire au général qu'il allait l'attendre à West-Point ; mais il gagna le bord de la rivière, prit son canot et se fit conduire à bord du Vautour.
Washington arriva d'Hartford quelques instants après le départ d'Arnold. Ce ne fut que quatre heures plus tard qu'il reçut les dépêches qui lui révélèrent le complot.
Le major André, l'un des meilleurs officiers de l'armée britannique et des plus intéressants par son caractère et sa jeunesse, fut jugé et puni comme espion. Il fut pendu le 2 octobre. Sa mort, excita les regrets de ses juges eux-mêmes,.
Malgré la supériorité des forces que l'escadre de Rodney donnait aux Britanniques, soit que Rhode-Island fût très-bien fortifiée, soit que la saison fût trop avancée, ils ne formèrent aucune entreprise contre les Français. Leur inaction permit au comte de Rochambeau de s'occuper de l'établissement de ses troupes pendant l'hiver, ce qui n'était pas sans difficulté, vu la disette de bois et l'absence de logements.
Les Britanniques avaient tout consumé et tout détruit pendant leurs trois ans de séjour dans l'île. Le comte de Rochambeau, dans cette dure situation, proposa à l'État de Rhode-Island de réparer, aux frais de son armée, toutes les maisons que les Britanniques avaient détruites, à la condition que les soldats les occuperaient pendant l'hiver et que chacun des habitants logerait un officier, ce qui fut exécuté. De cette manière on ne dépensa que vingt mille écus pour réparer des maisons qui restèrent plus tard comme une marque de la générosité de la France envers ses alliés. Un camp baraqué, par la nécessité de tirer le bois du continent, eût coûté plus de cent mille écus, et c'est à peine si les chaloupes suffisaient à l'approvisionnement du bois de chauffage.
Le 30 septembre, arriva la frégate la Gentille venant de France par le Cap. Elle portait M. de Choisy, brigadier, qui avait demandé à servir en Amérique, M. de Thuillières, officier de Deux-Ponts, et huit autres officiers, parmi lesquels se trouvaient les frères Berthier, qui furent adjoints à l'état-major de Rochambeau.

### Visite des Indiens à Rochambeau
Il vint à cette époque, au camp français, différentes députations d'indiens.

## Demande de renforts

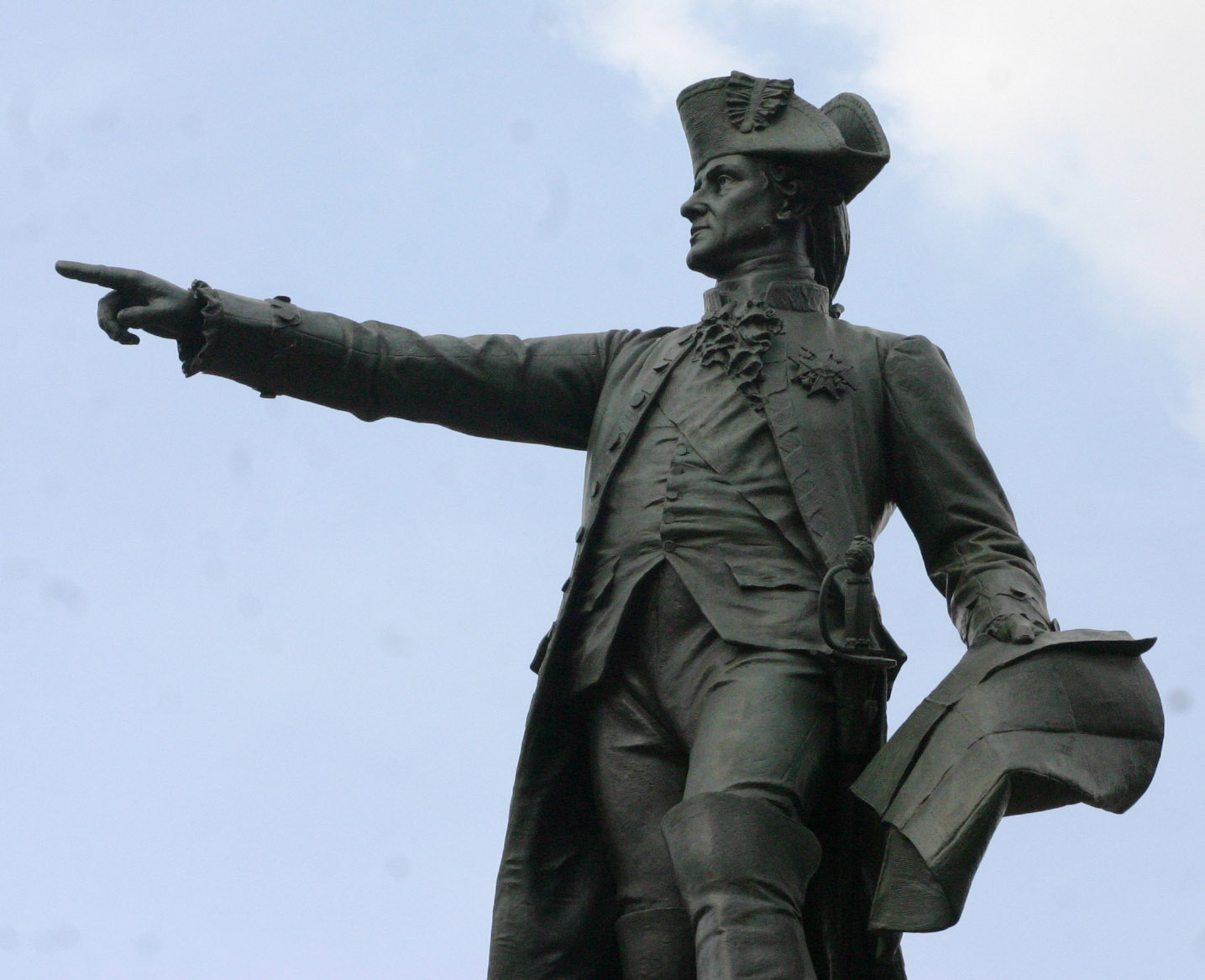
Statue du Général Rochambeau.

### Départ de Rochambeau sur l'Amazone pour la France
L'escadre britannique bloquait toujours Newport. Pourtant il devenait urgent de faire partir la frégate l'Amazone, commandée par La Pérouse, qui devait porter en France le vicomte de Rochambeau avec des dépêches exposant aux ministres la situation critique des armées française et américaine. Il devait surtout hâter l'envoi de l'argent promis car le prêt des soldats n'était assuré, par des emprunts onéreux, que jusqu'au 1er janvier, et l'on allait se trouver sans ressources.
Le 27 octobre, douze vaisseaux britanniques parurent en vue de la ville ; mais le lendemain un coup de vent les dispersa et La Pérouse profita habilement du moment où ils ne pouvaient pas se réunir pour faire sortir l'Amazone avec deux autres frégates, la Surveillante et l'Hermione, qui portaient un chargement de bois de construction à destination de Boston.
L’amiral Rodney repartit pour les îles dans le courant de novembre. Il laissait une escadre de douze vaisseaux de ligne à l'amiral Arbuthnot, qui établit son mouillage pour tout l'hiver dans la baie de Gardner, à la pointe de Long Island, afin de ne pas perdre de vue l'escadre française. En même temps, avec des vaisseaux de cinquante canons et des frégates, il établissait des croisières à l'entrée des autres ports de l'Amérique. La concentration des forces britanniques devant Rhode-Island avait été très favorable au commerce de Philadelphie et de Boston ; les corsaires américains firent même beaucoup de prises sur les Britanniques.

### Lauzun demande à servir sous Lafayette
Vers cette époque, le général Nathanael Greene, qui avait pris le commandement de l'armée du Sud après la défaite du général Horatio Gates, demanda du secours et surtout de la cavalerie qu'on pût opposer au corps du colonel Tarleton, à qui rien ne résistait. Le duc de Lauzun, apprenant que La Fayette allait partir pour ces provinces et sûr de l'agrément de Washington, n'hésita pas à demander à être employé dans cette expédition et à servir aux ordres de La Fayette
Rochambeau lui refusa cette autorisation, et la démarche de Lauzun fut fort blâmée dans l'armée, surtout par le marquis de Laval, colonel de Bourbonnais.
Rochambeau fit rentrer l'armée dans ses quartiers d'hiver, à Newport, dès les premiers jours de novembre. La légion de Lauzun fut obligée, faute de subsistances, de se séparer de sa cavalerie, qui fut envoyée avec des chevaux d'artillerie et des vivres dans les forêts du Connecticut à quatre-vingts milles de Newport.
Il partit le 10 novembre. Le 15, il s'arrêtait à Windham avec ses hussards Dumas lui avait été attaché, et il fut rejoint par Chastellux. Le 16, vers quatre heures du soir, ils arrivèrent ensemble au ferry de Hartford où ils furent reçus par le colonel Wadsworth. « MM. Linch et  de Montesquieu y trouvèrent aussi de bons logements », dit Chastellux.
La Sibérie seule, à en croire Lauzun, peut être comparée à Lebanon, qui n'était composé que de quelques cabanes dispersées dans d'immenses forêts. Il dut y rester jusqu'au 11 janvier 1781.

### Lauzun à Lebanon
Le 5 janvier, Lauzun reçut de nouveau la visite de Chastellux.
Pendant ce temps, le comte de Rochambeau allait reconnaître des quartiers d'hiver dans le Connecticut, parce qu'il comptait toujours sur l'arrivée de la seconde division de son armée et qu'il ne voulait pas être pris au dépourvu. Il avait laissé à Newport le chevalier de Ternay, malade d'une fièvre qui ne paraissait pas inquiétante ; mais il était à peine arrivé à Boston, le 15 décembre, que son second, le baron de Vioménil, lui envoya un courrier pour lui apprendre la mort de l'amiral. Le chevalier Destouches, qui était le plus ancien capitaine de vaisseau, prit alors le Commandement de l'escadre et se conduisit d'après les mêmes instructions.

### Insubordination des troupes américaines
Le 11 janvier, le général Knox, commandant l'artillerie américaine, vint de la part du général Washington informer Lauzun que les brigades de Pennsylvanie et de New Jersey, lasses de servir sans solde, s'étaient révoltées, avaient tué leurs officiers et s'étaient choisi des chefs parmi elles ; que l'on craignait également ou qu'elles marchassent sur Philadelphie pour se faire payer de force, ou qu'elles joignissent l'armée britannique, qui n'était pas éloignée.

### Rochambeau et Washington manquent d'argent et de vivres
Lauzun se rendit aussitôt à Newport pour avertir le général en chef de ce qui se passait. Rochambeau en fut aussi embarrassé qu'affligé. Il n'avait en effet aucun moyen d'aider le général Washington, puisqu'il manquait d'argent lui-même, et il n'avait pas reçu une lettre
d'Europe depuis son arrivée en Amérique. On apprit plus tard que le Congrès avait apaisé la révolte des Pennsylvaniens en leur donnant un faible à-compte, mais que, comme la mutinerie s'était propagée dans la milice de Jersey et qu'elle menaçait de gagner toute l'armée, qui avait les mêmes raisons de se plaindre, Washington dut prendre contre les nouveaux révoltés des mesures sévères qui firent tout rentrer dans l'ordre.

### Rochambeau envoie Lauzun auprès de Washington
Rochambeau envoya néanmoins Lauzun auprès de Washington, qui avait son quartier général à New-Windsor, sur la rivière du Nord. Le général Washington lui dit qu'il comptait aller prochainement à Newport voir l'armée française et Rochambeau. Il lui confia qu'Arnold s'était embarqué à New-York avec 1 500 hommes pour aller à Portsmouth, en Virginie, faire dans la baie de Chesapeak des incursions et des déprédations contre lesquelles il ne pouvait trouver d'opposition que de la part des milices du pays ; qu'il allait faire marcher La Fayette par terre avec toute l'infanterie légère de son armée pour surprendre Arnold. Il demandait aussi que l'escadre française allât mouiller dans la baie de Chesapeak et y débarquât un détachement de l'armée pour couper toute retraite à Arnold.
Lauzun resta deux jours au quartier général américain et faillit se noyer en repassant la rivière du Nord.
L'aide de camp Dumas, qui accompagnait Lauzun dans ce voyage, nous donne d'intéressants détails sur son séjour auprès du général.

### L'état des armées alliées oblige le Congrès à envoyer un des aides de camp de Washington en France
Le 28 janvier 1781, le général Knox vint passer deux jours à Newport et visiter l'armée française. Le général Benjamin Lincoln et le fils du colonel John Laurens vinrent à la même époque. Celui-ci devait partir peu de jours après pour la France sur l'Alliance.
La mauvaise situation des armées alliées engagea le Congrès à envoyer en France le colonel Laurens, aide de camp du général Washington. Il avait ordre de représenter de nouveau à la cour de Versailles l'état de détresse dans lequel était sa patrie.
Cependant, les frégates l'Hermione et la Surveillante, qui avaient accompagné l'Amazone, le 28 octobre, pour se rendre à Boston, rentrèrent à Newport, le 26 janvier. Elles ramenaient la gabarre l'Île-de-France, l'Éveillé, l'Ardent et la Gentille étaient allés au-devant. Elles furent retardées par le mauvais temps. Mais les mêmes coups de vent qui les avaient arrêtées furent encore plus funestes aux Britanniques. Ceux-ci avaient fait sortir de la baie de Gardner quatre vaisseaux de ligne pour intercepter l'escadre française ; l'un d'eux, le Culloden, de 74 canons, fut brisé sur la côte et les deux autres démâtés,.

### Le capitaine Destouches est envoyé en Virginie pour combattre Arnold
Pour répondre aux instantes demandes de l'État de Virginie qui ne pouvait résister aux incursions du traître Arnold, le capitaine Destouches prépara alors une petite escadre composée d'un vaisseau de ligne, l'Éveillé, de deux frégates, la Surveillante, la Gentille, et du cotre la Guêpe. Elle était destinée à aller dans la baie de Chesapeak, où Arnold ne
pouvait disposer que de deux vaisseaux, le Charon de 50 canons et le Romulus de 44, et de quelques bateaux de transport. Cette petite expédition, dont M. de Tilly eut le commandement, fut préparée dans le plus grand secret. Elle parvint dans la baie de Chesapeak, s'empara du Romulus, de trois corsaires et de six bricks.
Le reste des forces ennemies remonta la rivière l'Élisabeth jusqu'à Portsmouth. Les vaisseaux français n'ayant pu les y suivre à cause de leur trop fort tirant d'eau, Tilly revint avec ses prises à Newport, mais il avait été séparé du cotre la Guêpe, commandant, Maulévrier. On apprit plus tard qu'il avait échoué sur le cap Charles et que l'équipage avait pu se sauver.

### Lafayette et Rochambeau sont détachés pour le même objet
Ce n'était que le prélude d'une plus importante expédition dont le général Washington avait parlé à Lauzun et dont celui-ci voulait faire partie. Il avait été convenu entre les généraux des deux armées que, pendant que La Fayette irait assiéger Arnold dans Portsmouth, une flotte française portant un millier d'hommes viendrait l'attaquer par mer. Rochambeau fit embarquer, en effet, sur les vaisseaux de Destouches 1200 hommes tirés du régiment de Bourbonnais, sous la conduite du colonel de Laval et du major Gambs ; et de celui du régiment de Soissonnais, sous les ordres de son colonel en second, le vicomte de Noailles, et du lieutenant-colonel Anselme de la Gardette.
Pour remplacer les troupes parties, on fit avancer dix-sept cents hommes des milices du pays sous les ordres du général Lincoln, ancien défenseur de Charleston.
Ces choix furent vivement critiqués par les principaux officiers. Lauzun, par exemple, en voulut au général en chef de ne pas l'avoir engagé dans cette expédition, et de Laval se plaignit de ne pas en avoir le commandement en chef.

## Renforts français de 1781
L’envoi de renforts français aux États-Unis désigne l'acheminement sur le sol américain, au cours de l'année 1781, d'un contingent militaire français dirigé par le vicomte de Rochambeau, destiné à prêter main-forte aux insurgents en lutte contre l'Angleterre.

### Arrivée de l'Amazone
L'Amazone, partie le 28 octobre sous les ordres de La Pérouse, avec le vicomte de Rochambeau et les dépêches du chevalier de Ternay, vint débarquer à Brest. La situation était un peu changée.Castries avait remplacé Sartine au ministère de la marine ; Montbarrey, à la guerre, était remplacé par Ségur.
Les Anglais avaient déclaré brusquement la guerre à la Hollande et s'étaient emparés de ses principales possessions. La France faisait des préparatifs pour soutenir ces alliés. Ces circonstances réunies avaient détourné l'attention de ce qui se passait en Amérique. Le roi donna néanmoins à La Pérouse l'ordre de repartir sur-le-champ sur l'Astrée, frégate qui était la meilleure voilière de Brest, et de porter en Amérique quinze cent mille livres qui étaient déposées à Brest depuis six mois pour partir avec la seconde division. Il retint le colonel Rochambeau à Versailles jusqu'à ce qu'on eût décidé en conseil sur ce qu'il convenait de faire,.

### Par suite des circonstances ont restreint l'envoi des renforts
Les ministres convinrent qu'en l'état actuel des affaires il n'était pas possible d'envoyer la seconde division de l'armée en Amérique. On fit partir seulement, le 23 mars 1781, un vaisseau, le Sagittaire, et six navires de transport sous la conduite du bailli de Suffren. Ils emportaient six cent trente trois recrues du régiment de Dillon, qui devaient compléter les quinze cents hommes de ce régiment, dont l'autre partie était aux Antilles. Il y avait en outre quatre compagnies d'artillerie. Ces navires suivirent la flotte aux ordres du comte de Grasse jusqu'aux Açores.

### Le vicomte de Rochambeau repart sur la Concorde
La frégate la Concorde, capitaine Saunauveron, partit de Brest trois jours après, à quatre heures du soir, escortée par l'Émeraude et la Bellone seulement jusqu'au-delà des caps: ces deux frégates devaient venir croiser ensuite. La Concorde emmenait M. le vicomte de Rochambeau avec des dépêches pour son père ; Barras, qui venait comme chef d'escadre remplacer M. Destouches et prendre la suite des opérations de M. de Ternay ; M. d'Alphéran, capitaine de vaisseau, et un aide de camp de Rochambeau. Enfin elle portait un million deux cent mille livres pour le corps expéditionnaire. Le Sagittaire devait apporter pareille somme ; et, pour remplacer le secours promis en hommes, secours que la présence d'une puissante flotte anglaise devant Brest avait empêché de partir, le gouvernement français mettait à la disposition du général Washington une somme de six millions de livres.
Partie le 26 mars de Brest, la Concorde arriva à Boston le 6 mai, sans autre incident que la rencontre du Rover, pris l'année précédente par la frégate la Junon dont le capitaine était le comte de Kergariou-Locmaria. Le Rover était commandé par M. Dourdon de Pierre-Fiche et retournait en France donner avis de l'issue de la bataille du cap Henry, livrée dans la baie de Chesapeake.